# José María Conchado
El Cor. José María Conchado fue un militar mexicano. Murió el 13 de abril de 1858 en la Batalla de Las Jícaras cuando se encontraban dormidos muchos de los principales jefes y oficiales, murierdo además el teniente coronel José M. García, el coronel Carballo y otros. El coronel Carballo fue muerto por sus mismos partidarios, pues creyeron que había facilitado la entrada de los enemigos ya que tenía a su cargo la vigilancia del campamento. Luego de la victoria de Las Jícaras le fue concedido a Díaz el  despacho de Mayor de Infantería.